# Храм Великого востока Франции
Храм Великого востока Франции (фр. Hôtel du Grand Orient de France) — здание, расположенное на улице Кадэ, 16, в 9-м округе Парижа, где в 1853 году разместился Великий восток Франции под руководством его великого мастера принца Мюрата. В храме также находится музей франкмасонства.

## История
В 1700 году в этом особняке проживал принц Монако, в 1725 году герцог Ришельё, а в 1830 году маршал Клозель.
Масонский храм был торжественно открыт 30 июня 1853 года в летний праздник солнцестояния.
С 1889 года в здании находится музей франкмасонства. С 2003 года он имеет статус «Музей Франции», утверждённый Министерством культуры Франции.
В 1969—1972 годах поверх оригинальной стены особняка был помещён светопрозрачный фасад.